# Az Zawiyah
32°45′8″N 12°43′40″Ø / 32.75222°N 12.72778°Ø
Az Zawiyah (arabisk: الزاوية) er en by og kommune i det nordvestlige Libyen og ligger ca. 40 km vest for Tripoli. Byen Az Zawiyah har ca. 120.000 indb. og kommunen 290.993 indb. (2006). Libyens gennemgående kystvej går igennem byen. 1988 grundlagdes byens universitet Seventh of April University. Az-Zawiyya ligger i nærheden af et oliereservat og har landet første olieraffinaderi. På grund af mange grundvandskilder er området et frugtbart landbrugsområde.
I forbindelse med Oprøret i Libyen 2011 blev byen den 24. februar erobret af oprørene. 